# Lucie Miramond
Lucie Miramond es una deportista francesa que compitió en ciclismo en la modalidad de trials, ganadora de dos medallas en el Campeonato Mundial de Ciclismo de Montaña, plata en 2002 y bronce en 2003.

## Palmarés internacional
| Campeonato Mundial | Campeonato Mundial | Campeonato Mundial | Campeonato Mundial |
| Año                | Lugar              | Medalla            | Competición        |
| ------------------ | ------------------ | ------------------ | ------------------ |
| 2002               | Kaprun ( Austria)  | Medalla de plata   | Trials 20″/26″     |
| 2003               | Lugano ( Suiza)    | Medalla de bronce  | Trials 20″/26″     |